# Tegastes pulcher
Tegastes pulcher är en kräftdjursart som beskrevs av Otto Pesta 1932. Tegastes pulcher ingår i släktet Tegastes och familjen Tegastidae. Inga underarter finns listade i Catalogue of Life.